# Ramiz Alia
Ramiz Alia (18. října 1925 Skadar – 7. října 2011, Tirana) byl albánský komunistický politik a prezident. Jako generální tajemník Albánské strany práce byl de facto vůdcem země po Enveru Hodžovi mezi lety 1985 a 1992.
Hodža si Aliu vybral jako svého nástupce převážně proto, že podporoval jeho politiku izolace a naprosté soběstačnosti. Od roku 1961 byl Ramiz Alia členem politbyra. Na přelomu 80. a 90. let provedl a podpořil určité změny, které požadovali demonstrující Albánci; ti se však s jeho postupem neztotožnili a dále žádali jeho odstoupení. Alia odstoupil z funkce 3. dubna 1992 poté, kdy Demokratická strana Albánie vyhrála na jaře volby. Jeho nástupcem byl zvolen Sali Beriša.